# Temporada 1973-74 de los Phoenix Suns
La temporada 1973-74 fue la sexta de los Phoenix Suns en la NBA. La temporada regular acabó con 30 victorias y 52 derrotas, ocupando el octavo puesto de la Conferencia Oeste, no logrando clasificarse para los playoffs.

## Elecciones en elDraft
| Ronda | Puesto | Jugador         | Posición | Nacionalidad   | Universidad    |
| ----- | ------ | --------------- | -------- | -------------- | -------------- |
| 1     | 8      | Mike Bantom     | Alero    | Estados Unidos | Saint Joseph's |
| 2     | 33     | Gary Melchionni | Base     | Estados Unidos | Duke           |
| 8     | 128    | Jim Owens       | Alero    | Estados Unidos | Arizona State  |

## Temporada regular
| División Pacífico      | División Pacífico | División Pacífico | División Pacífico | División Pacífico | División Pacífico | División Pacífico | División Pacífico | División Pacífico |
| Equipo                 | G                 | P                 | %                 | PD                | Casa              | Fuera             | Neutral           | Div               |
| ---------------------- | ----------------- | ----------------- | ----------------- | ----------------- | ----------------- | ----------------- | ----------------- | ----------------- |
| y-Los Angeles Lakers   | 47                | 35                | .573              | –                 | 30–11             | 17–24             | –                 | 14–12             |
| Golden State Warriors  | 44                | 38                | .537              | 3                 | 23–18             | 20–20             | 1–0               | 15–11             |
| Seattle SuperSonics    | 36                | 46                | .439              | 11                | 22–19             | 14–27             | –                 | 12–14             |
| Phoenix Suns           | 30                | 52                | .366              | 17                | 24–17             | 6–34              | 0–1               | 11–15             |
| Portland Trail Blazers | 27                | 55                | .329              | 20                | 22–19             | 5–34              | 0–2               | 13–13             |

## Estadísticas
| Rk | Jugador          | Edad | P  | PT | MP   | TC   | TCI  | %TC  | TL  | TLI | %TL  | RO  | RD  | RT   | AS  | RB  | TAP | BP | FP  | PTS  |
| -- | ---------------- | ---- | -- | -- | ---- | ---- | ---- | ---- | --- | --- | ---- | --- | --- | ---- | --- | --- | --- | -- | --- | ---- |
| 1  | Charlie Scott    | 25   | 52 |    | 38.5 | 10.3 | 22.5 | .459 | 4.7 | 6.1 | .781 | 1.2 | 3.0 | 4.3  | 5.2 | 1.9 | 0.4 |    | 3.7 | 25.4 |
| 2  | Dick Van Arsdale | 30   | 78 |    | 36.3 | 6.6  | 13.2 | .500 | 4.6 | 5.4 | .853 | 0.8 | 2.0 | 2.8  | 4.2 | 1.2 | 0.2 |    | 3.1 | 17.8 |
| 3  | Neal Walk        | 25   | 82 |    | 31.1 | 7.0  | 15.2 | .460 | 2.9 | 3.6 | .791 | 2.9 | 7.3 | 10.2 | 4.0 | 0.9 | 0.7 |    | 3.1 | 16.8 |
| 4  | Keith Erickson   | 29   | 66 |    | 30.8 | 6.0  | 12.5 | .477 | 2.7 | 3.3 | .801 | 1.4 | 4.8 | 6.3  | 3.1 | 1.0 | 0.3 |    | 2.9 | 14.6 |
| 5  | Corky Calhoun    | 23   | 77 |    | 28.7 | 3.5  | 7.5  | .461 | 1.3 | 1.7 | .760 | 1.5 | 3.8 | 5.3  | 1.8 | 0.9 | 0.4 |    | 3.3 | 8.2  |
| 6  | Connie Hawkins   | 31   | 8  |    | 27.9 | 4.5  | 9.3  | .486 | 2.3 | 3.4 | .667 | 1.8 | 3.6 | 5.4  | 3.5 | 1.0 | 0.4 |    | 2.5 | 11.3 |
| 7  | Mike Bantom      | 22   | 76 |    | 26.1 | 4.1  | 10.4 | .399 | 1.9 | 2.8 | .662 | 2.3 | 4.6 | 6.8  | 2.1 | 0.7 | 0.6 |    | 3.8 | 10.1 |
| 8  | Clem Haskins     | 30   | 81 |    | 22.5 | 4.5  | 9.8  | .460 | 2.1 | 2.5 | .842 | 1.0 | 1.8 | 2.7  | 3.2 | 1.0 | 0.2 |    | 2.0 | 11.1 |
| 9  | Gary Melchionni  | 23   | 69 |    | 18.1 | 2.9  | 6.4  | .460 | 1.3 | 1.6 | .860 | 0.7 | 1.4 | 2.1  | 2.1 | 0.6 | 0.1 |    | 1.2 | 7.2  |
| 10 | Bob Christian    | 27   | 81 |    | 15.4 | 1.7  | 3.6  | .486 | 1.3 | 1.9 | .702 | 1.0 | 3.1 | 4.2  | 1.2 | 0.2 | 0.4 |    | 2.4 | 4.8  |
| 11 | Lamar Green      | 26   | 72 |    | 15.3 | 1.8  | 4.4  | .407 | 0.5 | 0.9 | .559 | 1.2 | 3.7 | 4.9  | 0.6 | 0.4 | 0.5 |    | 2.1 | 4.1  |
| 12 | Bill Chamberlain | 24   | 28 |    | 13.1 | 2.0  | 4.6  | .438 | 1.4 | 2.0 | .696 | 1.2 | 1.7 | 2.9  | 1.3 | 0.7 | 0.4 |    | 2.6 | 5.5  |
| 13 | Jim Owens        | 23   | 17 |    | 5.9  | 1.2  | 2.3  | .538 | 0.6 | 0.8 | .786 | 0.1 | 0.5 | 0.5  | 0.9 | 0.3 | 0.0 |    | 0.4 | 3.1  |
| 14 | Joe Reaves       | 23   | 7  |    | 5.4  | 0.9  | 1.6  | .545 | 0.6 | 1.6 | .364 | 0.3 | 0.9 | 1.1  | 0.1 | 0.0 | 0.3 |    | 0.9 | 2.3  |

## Galardones y récords
| Jugador          | Galardón                               |
| Dick Van Arsdale | 2.ª Mejor quinteto defensivo de la NBA |
| Mike Bantom      | Mejor quinteto de rookies de la NBA    |
| Charlie Scott    | All-Star                               |